# Bierry-les-Belles-Fontaines
Bierry-les-Belles-Fontaines település Franciaországban, Yonne megyében. Lakosainak száma 154 fő (2022. január 1.). Bierry-les-Belles-Fontaines Aisy-sur-Armançon, Vassy-sous-Pisy, Fain-lès-Moutiers, Quincy-le-Vicomte, Châtel-Gérard, Étivey és Pisy községekkel határos.

## Népesség
A település népességének változása:
| Lakosok száma | 199  | 202  | 208  | 190  | 178  | 166  | 162  | 157  | 154  |
|               | 2013 | 2015 | 2016 | 2017 | 2018 | 2019 | 2020 | 2021 | 2022 |